# غات (عمارة)

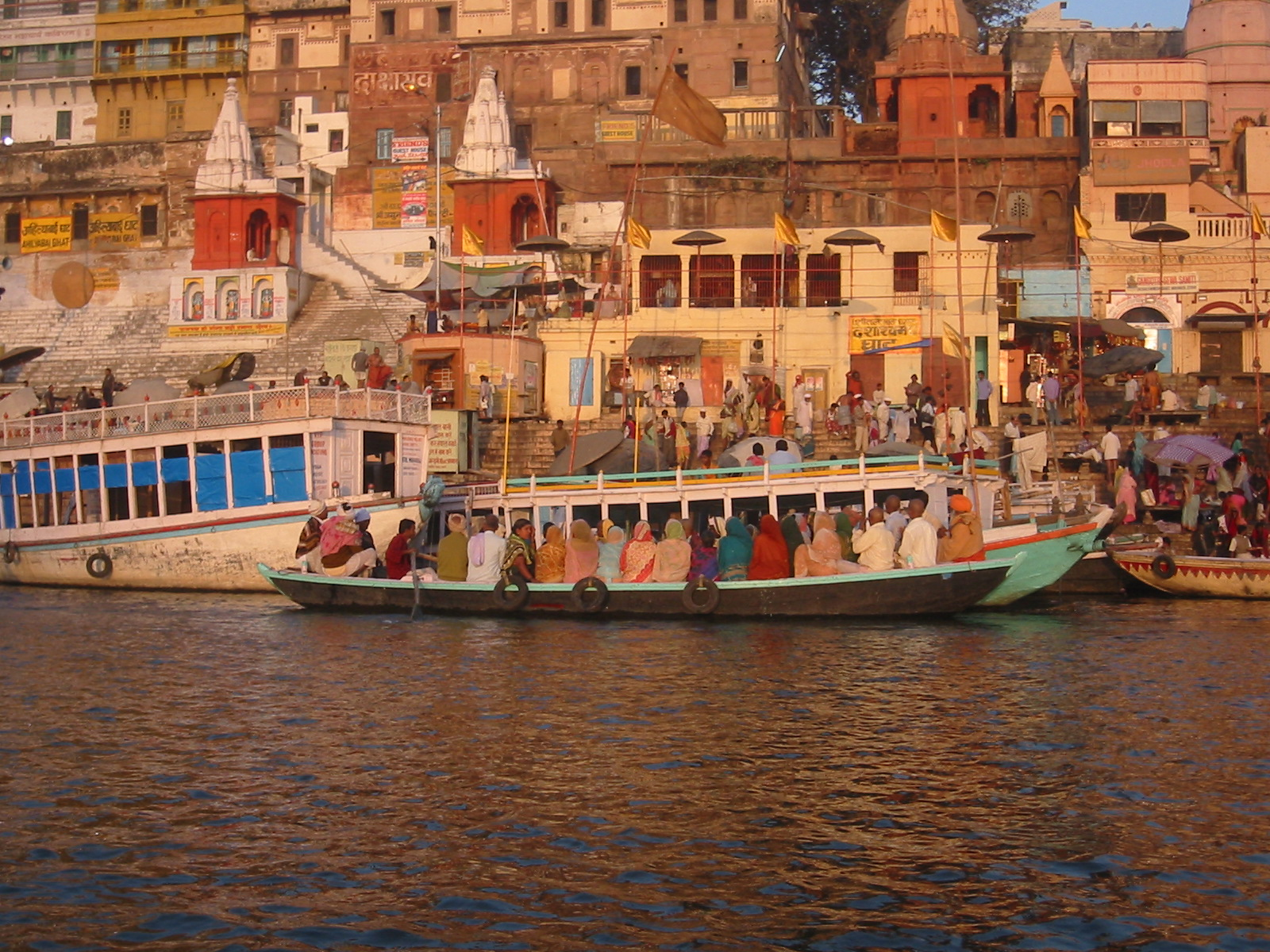
غات داشاشواميذ الشهير على نهر الغانج في فاراناسي

غات أو الغَوْط هو مصطلح يستخدم في العديد من مناطق جنوب آسيا للإشارة للدرج المؤدية إلى أي تجمع مائي وخاصة الأنهار المقدسة منها (لدى الهندوس). ويمكن إطلاق الأسم على الدرج المؤدي لمعظم أحجام التجمعات المائية من أصغرها كالبرك المائية حتى أكبرها كالأنهار الرئيسية.

## أصل الكلمة
كلمة غات يمكن تفسيرها عبر اللغات المشتقة من الدرافيدية، ففي اللغة الكنادية «غاتا» وتعني سلسلة جبال وفي اللغة التاميلية «كاتو» وتعني جانب الجبل أو سد أو أخدود أو ممر مائي وفي اللغة التيلوغوية «كاتا» و«غاتو» تعني السد. وبالتالي فكلمة غات تملك معنى مضمن بشكل أو بآخر وهو المرور أو العبور.

## معرض

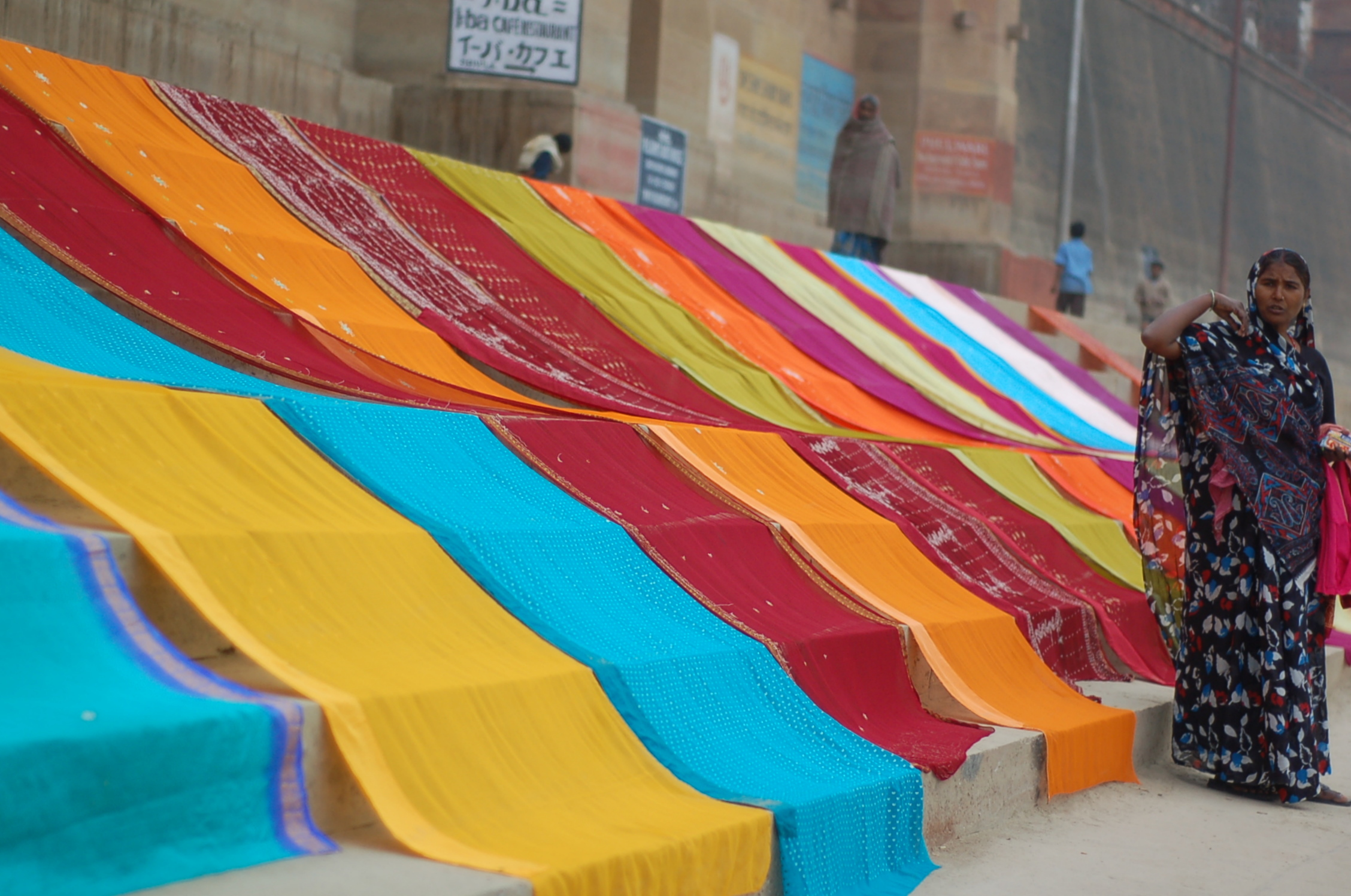
عاملة غسيل ثياب في فاراناسي على نهر الغانج
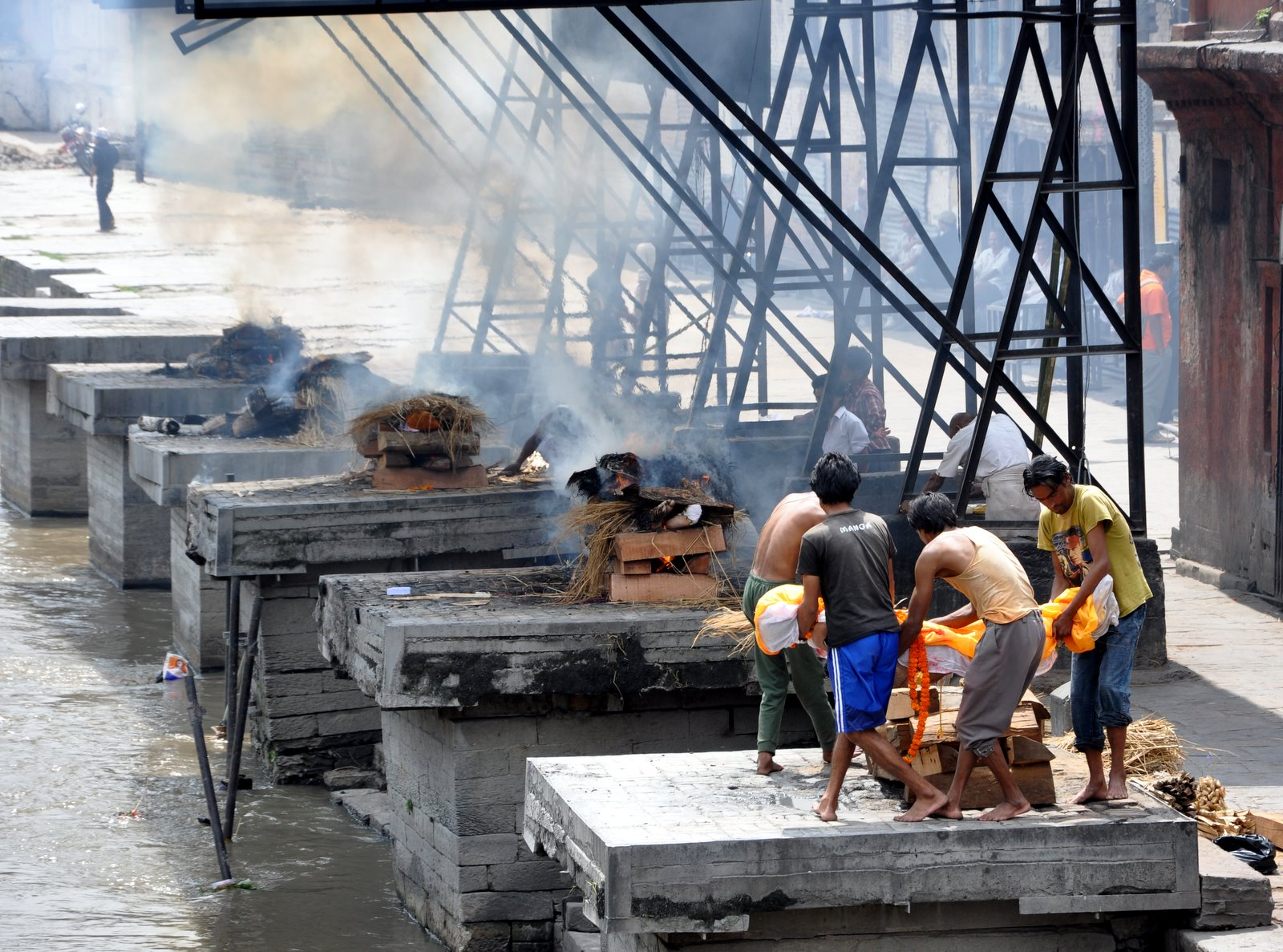
غات يحترق في كاتماندو، نبيبال
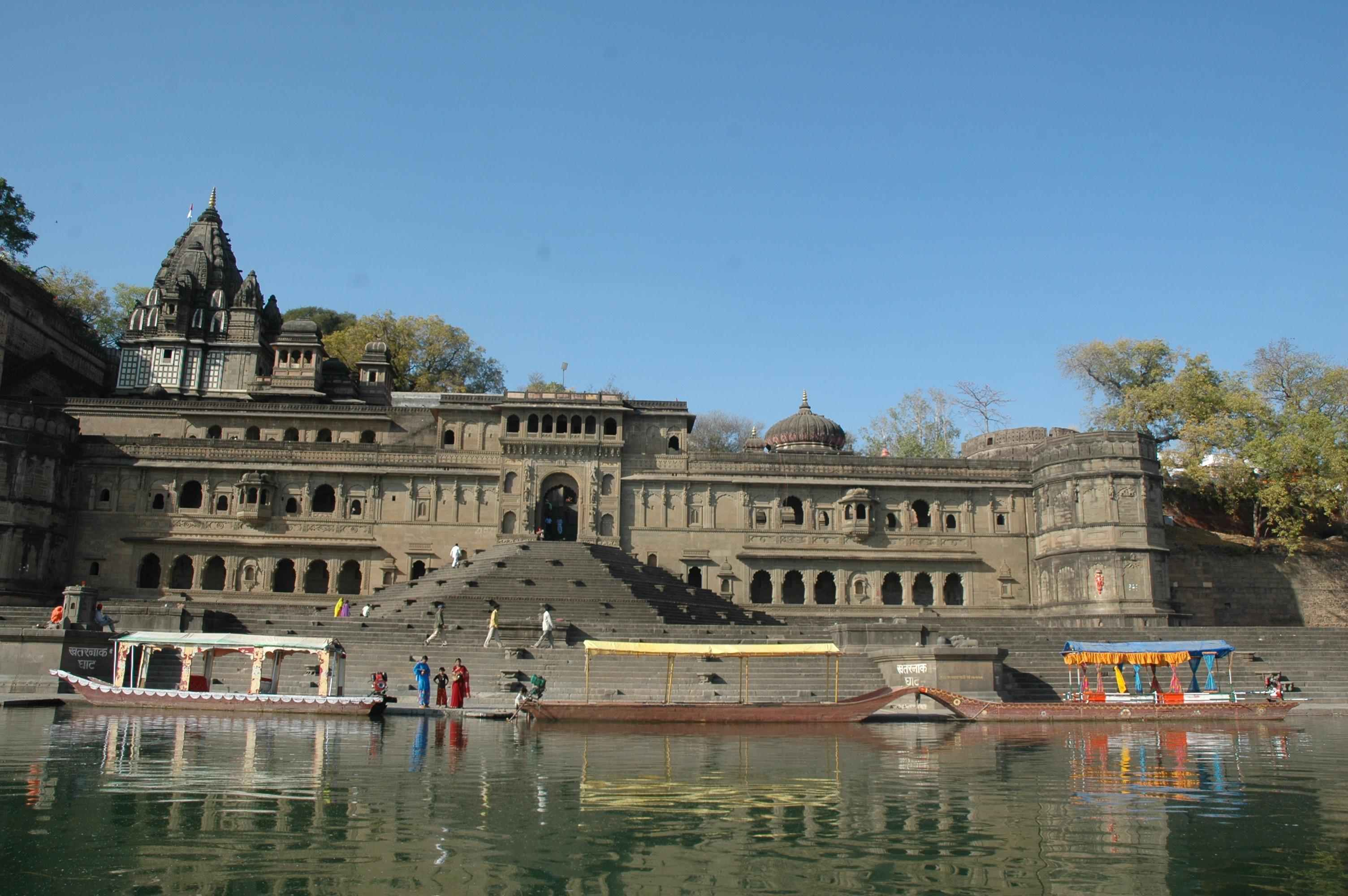
في ماهيشوار في ماديا براديش في دولة الهند.
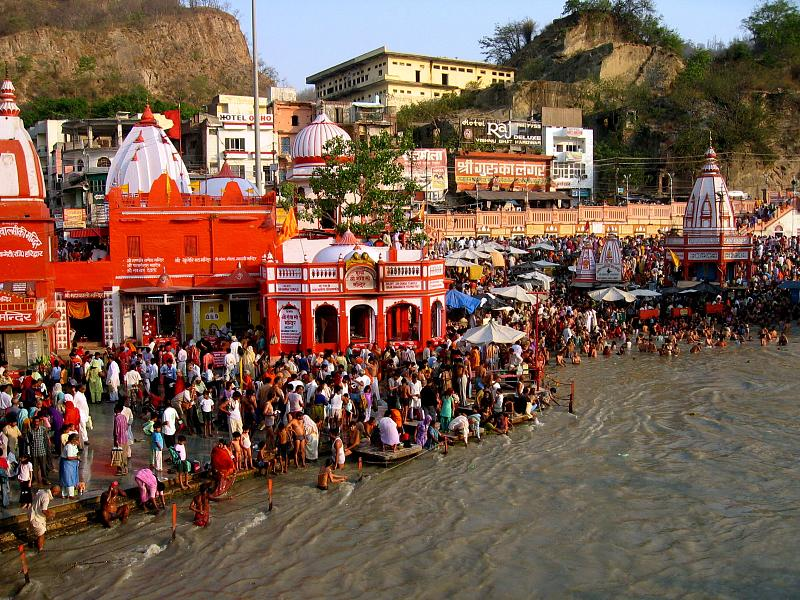
غانغا داشاهارا في عام 2005؛ أشخاص يتسبحون في النهر في حيدر أباد.
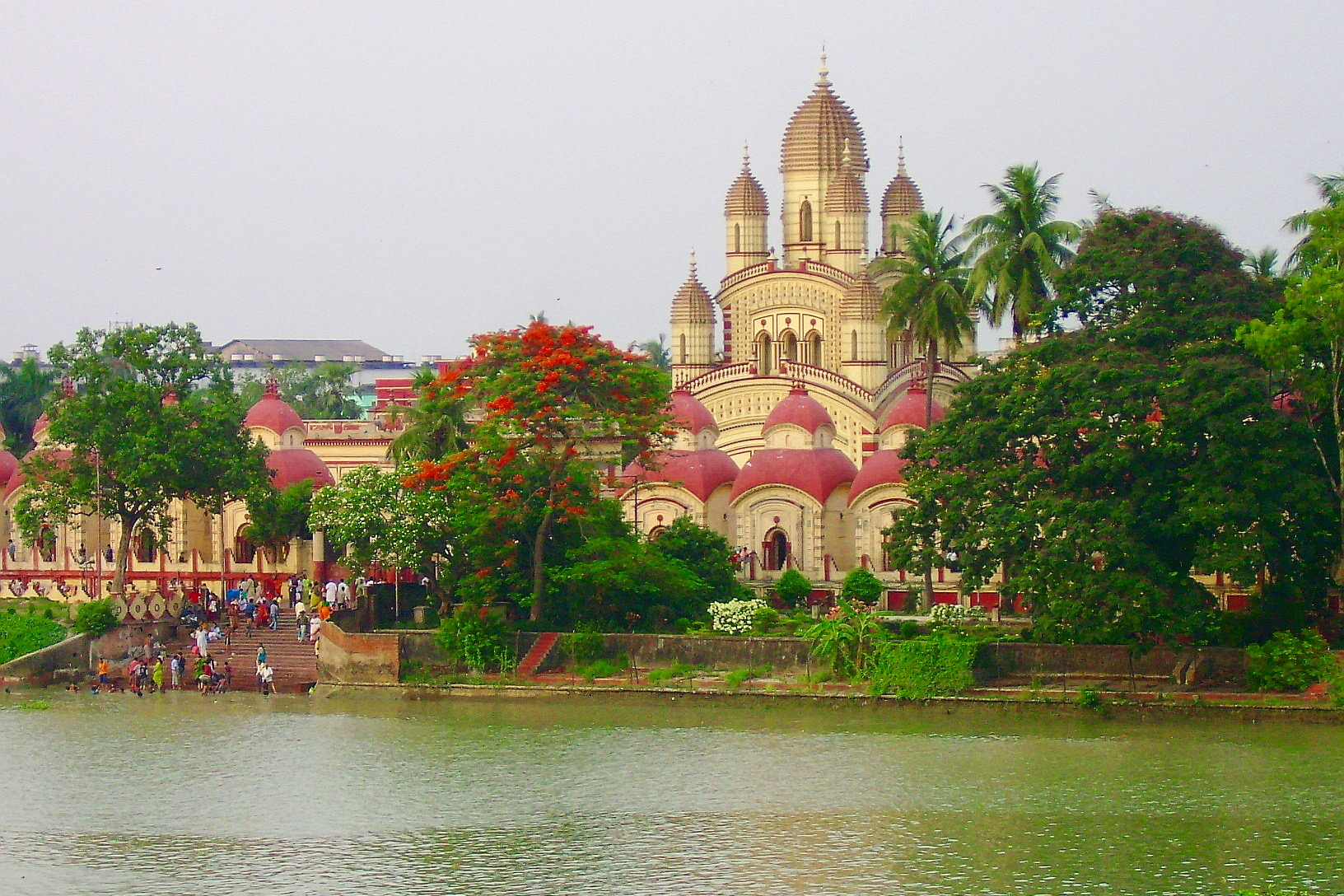
في معبد كالي، بنغال الغربية.
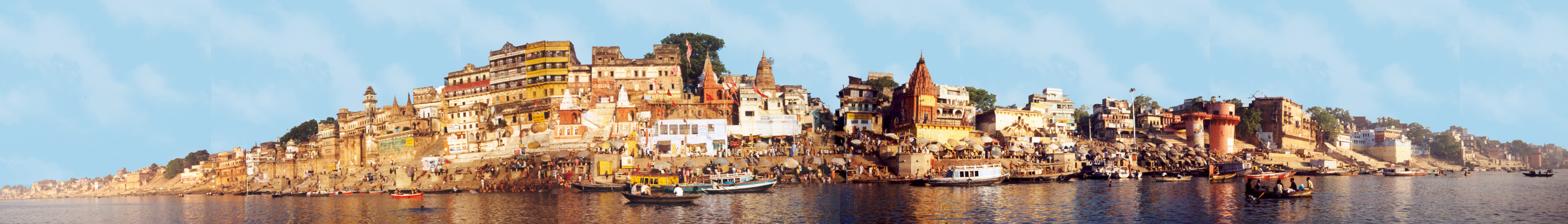
إطلالة على غات في فاراناسي من على نهر الغانج.